# 日根野電車区
日根野電車区（ひねのでんしゃく）は、かつて大阪府および和歌山県にあった西日本旅客鉄道（JR西日本）の車両基地および乗務員が所属していた組織である。現在は乗務員が所属しておらず、吹田総合車両所の日根野支所と新在家派出所となっている。
阪和線と紀勢本線（きのくに線）和歌山駅 - 新宮駅間を中心に、大阪府南部と和歌山県を中心に運用されている列車の車両基地であるとともに、運転士も所属していたが、2012年6月1日に検修体制の見直しにより、検修部門が吹田総合車両所の日根野支所と新在家派出所に、乗務員部門は鳳電車区に分離されて廃止された。

## 事業所
廃止時は、本区のほかに、鳳・新在家・天王寺の3つの派出所があった。

### 本区
大阪府泉佐野市日根野にある車両基地で、敷地面積は134,690m2である。阪和線日根野駅の南西、日根野駅 - 長滝駅間に位置している。なお、運転士は所属していなかった。
関西空港自動車道・国道481号を挟んで南北に分かれており、北側に検修施設、南側に留置線が設けられている。北側の検修設備には、臨検庫2線、仕業線3線、試運転線1線のほか、12両対応の交検庫が2線設けられており、交検庫では主に交番検査が行われている。南側には留置線が24線設けられているほか、西側には車輪転削庫が設けられており、車輪の転削が行われていた。

### 鳳派出所
大阪府堺市西区にある運転士が所属する組織および車両基地で、敷地面積は38,456m2である。
阪和電気鉄道開業時に鳳車庫として開設され、日本国有鉄道（国鉄）時代は鳳電車区と称していたが、1978年の紀勢本線（きのくに線）和歌山駅 - 新宮駅間の電化開業に合わせて所属車両が日根野電車区に転出し、1997年の組織改正により鳳電車区の下部組織になった。

### 新在家派出所
和歌山県和歌山市新在家にある車両基地で、敷地面積は47,364m2。和歌山線和歌山駅 - 田井ノ瀬駅間に位置している。新和歌山車両センターを2008年8月に組織変更の上で当区の下部組織となった。
和歌山線・桜井線（万葉まほろば線）・紀勢本線（きのくに線）で運用されている105系と117系は、当所に配置されている。このほかに、ラッシュ時に和歌山駅で増解結する223系・225系や、日中には103系が留置されており、夜間滞泊として223系・225系・103系・特急車両が留置されていた。

### 天王寺派出所
大阪府大阪市天王寺区の天王寺駅構内にある。

## 配置車両に記される略号
所属組織の略号と、日根野の電報略号である「ヒネ」から構成されている。
国鉄時代は天ヒネ（「天」は天王寺鉄道管理局の意味）、JR発足後は近ヒネ（「近」は近畿圏運行本部の意味）であった。その後の組織改正により「本ヒネ」（「本」は本社直轄の意味）となり、1993年6月に大阪支社が発足してからは「大ヒネ」（「大」は大阪支社の意味）、そして2010年12月1日の組織改正により近ヒネ（「近」は近畿統括本部を意味）となった。

## 配置車両

### 廃止時の配置車両
2012年4月1日当時の配置車両は以下の通りで、本区と新在家派出所に分かれて配置されていた。
| 区所   | 電車  | 気動車 | 機関車 | 客車 | 貨車 | 合計  |
| ------ | ----- | ------ | ------ | ---- | ---- | ----- |
| 本区   | 610両 | 0両    | 0両    | 0両  | 0両  | 610両 |
| 新在家 | 68両  | 0両    | 0両    | 0両  | 0両  | 68両  |
| 全体   | 678両 | 0両    | 0両    | 0両  | 0両  | 678両 |

#### 本区
- 381系電車（93両）
  - HD編成として6両編成11本（66両）、3両付属編成9本（27両）が配置されている。特急「くろしお」で運用される。
  - このうち非パノラマ編成は287系の導入で「くろしお」での運用から離脱。2012年6月より福知山電車区に転出した。
  - 2011年3月12日のダイヤ改正までは国鉄色塗装のモノクラス編成も在籍し、臨時列車やホームライナー（「はんわライナー」「やまとじライナー」）の運用に使われていた。これらはFH編成として福知山電車区に貸出後、廃車になっている。
- 281系電車（63両）
  - HA編成として6両編成9本（54両）および3両編成3本（9両）が配置されている。特急「はるか」で運用される。
- 283系電車（18両）
  - HB編成として6両編成2本（12両）および3両編成2本（6両）が配置されている。特急「くろしお」で運用される。
  - 6両編成が検査などで運用を離れると3両編成2本を連結して6両編成として運転することがあるが、この時はパノラマ型グリーン車が京都寄りに連結される。
- 287系電車（51両）
  - HC編成として6両編成6本と、3両編成5本が配置されている。2012年3月17日のダイヤ改正より特急「くろしお」で営業運転を開始した[4]。
- 223系電車（140両）
  - HE編成として0番台と2500番台の4両編成35本が配置され、後述の225系5000番台と同様に阪和線快速系統の主力車両となっている。
  - 関空快速・紀州路快速などの快速列車を中心に、紀勢本線（きのくに線）・大阪環状線内の普通でも運用されている。紀勢本線（きのくに線）での定期運用は和歌山駅 - 周参見駅間のみだが、臨時列車としてJR神戸線（ウエスト関空号）や白浜駅（熊野古道ホリデー号）までの入線実績もある。
  - 1994年4月から1999年5月までは6両編成（基本編成）と2両編成（付属編成）を構成し、基本編成は1995年4月に運転が開始された関空特快「ウイング」の指定席に対応するため車内に指定席／自由席の表示切替板が取り付けられた。付属編成は大阪シティエアターミナル (OCAT) でのチェックインサービスに対応するため、1996年3月にクモハ223形100番台の乗務員室後部に荷物室が設置された（この場合関西空港行のクモハ223形100番台は指定席）が、1998年10月のサービス終了後は客室に復元された。
  - 0番台の登場当時は付属編成の2本連結（2両+2両）で普通列車に運用した実績もある。この当時の阪和線内での運用区間は主に天王寺 - 日根野間で、朝の区間快速や深夜時間帯の快速に限り和泉砂川駅までの運用もあった。
  - 1999年5月から2008年3月までは紀州路快速の運転開始に伴い2500番台を追加し、5両編成（基本編成）と3両編成（付属編成）に組み替えられた（基本編成に取り付けられた表示切替板は組み替え時に撤去）。朝夕ラッシュ時は基本編成が紀州路快速に、付属編成が関空快速、その他の時間帯は基本編成が関空快速に、付属編成が紀州路快速で運転された。
  - 2008年3月15日のダイヤ改正では、関空快速・紀州路快速の運行形態の再編に伴い、新製車の増備に合わせて再度組み替えが行われ、全編成が4両編成となった。また、同時に103系や113系の運用を置き換えた。現在もその傾向が続いていて、2012年3月17日のダイヤ改正でほぼ全快速列車（平日朝の区間快速を除く）が223系・225系に統一された。
- 225系電車（116両）
  - HF編成として5000番台4両編成が29本が配置され、2010年12月1日から阪和線快速系統で運用されている。
  - 2011年3月12日以降は、223系と合わせて関空快速・紀州路快速や日中の区間快速にも充当され、223系と共通運用されている。
- 103系電車（119両）
  - HK編成として6両編成14本（84両）、HJ編成として4両編成8本（32両）と、羽衣線のワンマン運転に対応したL編成の3両編成1本が配置されている。長らく阪和線の主力車両であったが、223系・225系の増備により廃車が進み、永年守ってきた最大配置数の座を223系に明け渡した。
  - 3両編成は羽衣線のみ、4・6両編成は天王寺駅 - 和歌山駅間で運用されている。4両編成は後述の205系1000番台と共通運用である。
  - 1994年6月から1999年5月まで、一部車両のATSをB型からSW型に変更した紀勢本線（和歌山駅 - 紀伊田辺駅間）・和歌山線（和歌山駅 - 五条駅間）乗り入れ仕様の編成が存在していたが、全車両のATSがSW型に変更されたことで消滅している。これらの車両は大和路線の車両と同様の白帯が前面に配されていた。
  - クモハ103形は当初、京浜東北線・根岸線から転入した車両が配置されていたが廃車整理で消滅し、2012年現在はすべてモハ103形の先頭車化改造（片町線長尾駅 - 木津駅間の電化開業による改造）車のみである。このうちクモハ103-2504（L101編成）はワンマン運転専用でクモハ103形では播但線・加古川線用ワンマン車以外で唯一体質改善工事が施工されている。
  - 2007年からクハ103-1とクハ103-2が国鉄時代の京浜東北線・根岸線以来同じ編成に組み込まれ、趣味者の話題を呼んだが、2011年3月に運用を離脱した[5]。このうちのクハ103-1は京都鉄道博物館で展示されることになっている。
  - 2011年3月以降、森ノ宮電車区で余剰となった体質改善30N工事車中心の編成が転入し、延命未施工車及び延命N40工事車中心の編成を置き換える配置換えが発生している。また、2011年3月12日のダイヤ改正では日中の鳳駅以南では基本的に運用されなくなった。
  - 国鉄末期までは8両編成も存在したが、これらは浦和電車区（現在のさいたま車両センター）からのクモハ103形ユニットとクハ103形500番台転入により4両編成に組み替えられ、代わりに中間車が浦和電車区へと転出した。
  - この他、1983年からは関西本線にも101系の置き換え目的で投入されたが、奈良電車区が開設されるまでは一時的に日根野電車区に配置されていた。
- 205系電車（20両）
  - 1988年に新製投入された1000番台4両編成（HH編成）5本が配置され、上記の103系4両編成と共通運用である。
  - 天王寺駅 - 和歌山駅間の快速・区間快速・普通に使用されている。新製投入直後から2008年3月のダイヤ改正までは4両編成を2本連結した8両編成で朝夕ラッシュ時の快速運用に充当されていた。
  - 2006年に0番台28両が網干総合車両所より転入し、8両編成・6両編成各2本で運用されていたが、225系の投入により2010年12月に宮原総合運転所に転出した。
  - 2012年より随時リニューアル工事を受けた車両が出てきている。
- 113系電車（4両）
  - 2両編成2本（4両）が配置されている。ワンマン運転用にモハ113形 - モハ112形の電動車ユニットに切妻非貫通型の運転台取付を行った改造車で、オーシャングリーンにライトパープルの帯を纏っている。
  - 4両編成が存在したが、225系増備により2011年12月10日をもって運用から離脱し[6]、後継には223系・225系が充当されている。
  - 2両編成は御坊駅 - 紀伊田辺駅間のワンマン運転が中心である。
  - 国鉄時代には紀勢本線（当時は愛称名なし）の紀伊田辺駅 - 新宮駅間、1999年までは和歌山線和歌山駅 - 五条駅間でも運用されていた。
- クモヤ145形（1両）
  - 事業用車両の牽引車として構内の入換に使用されている。

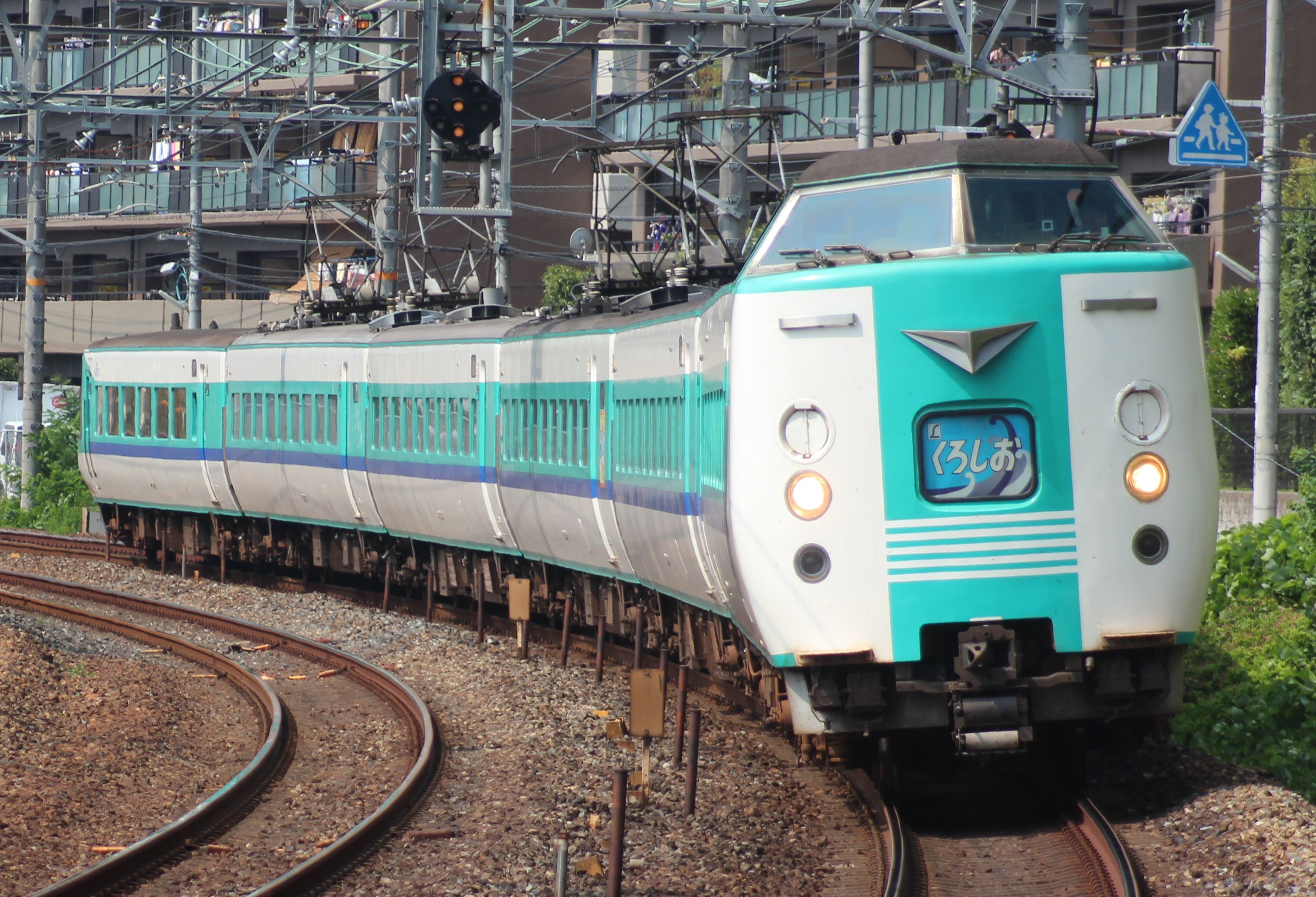
381系
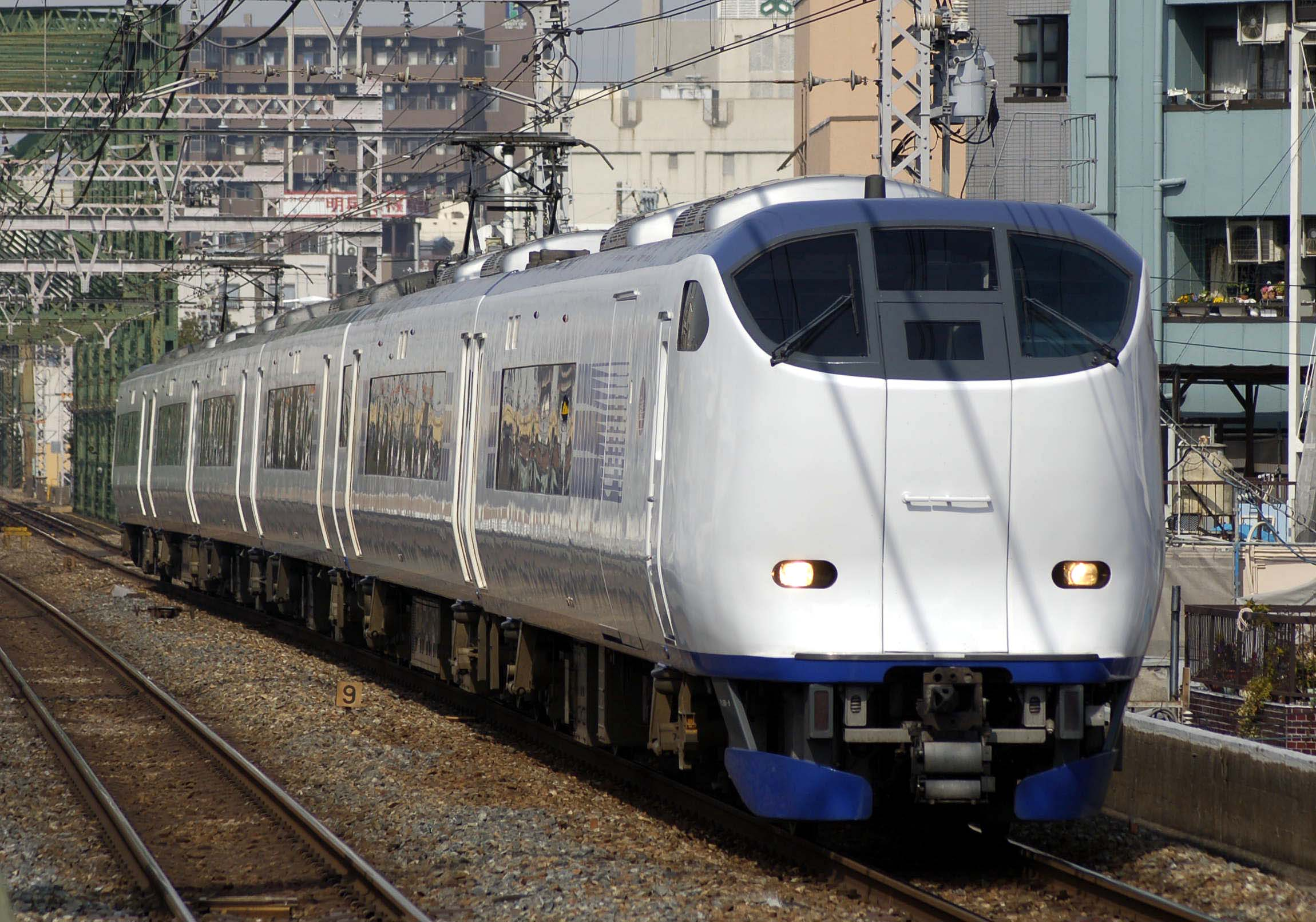
281系
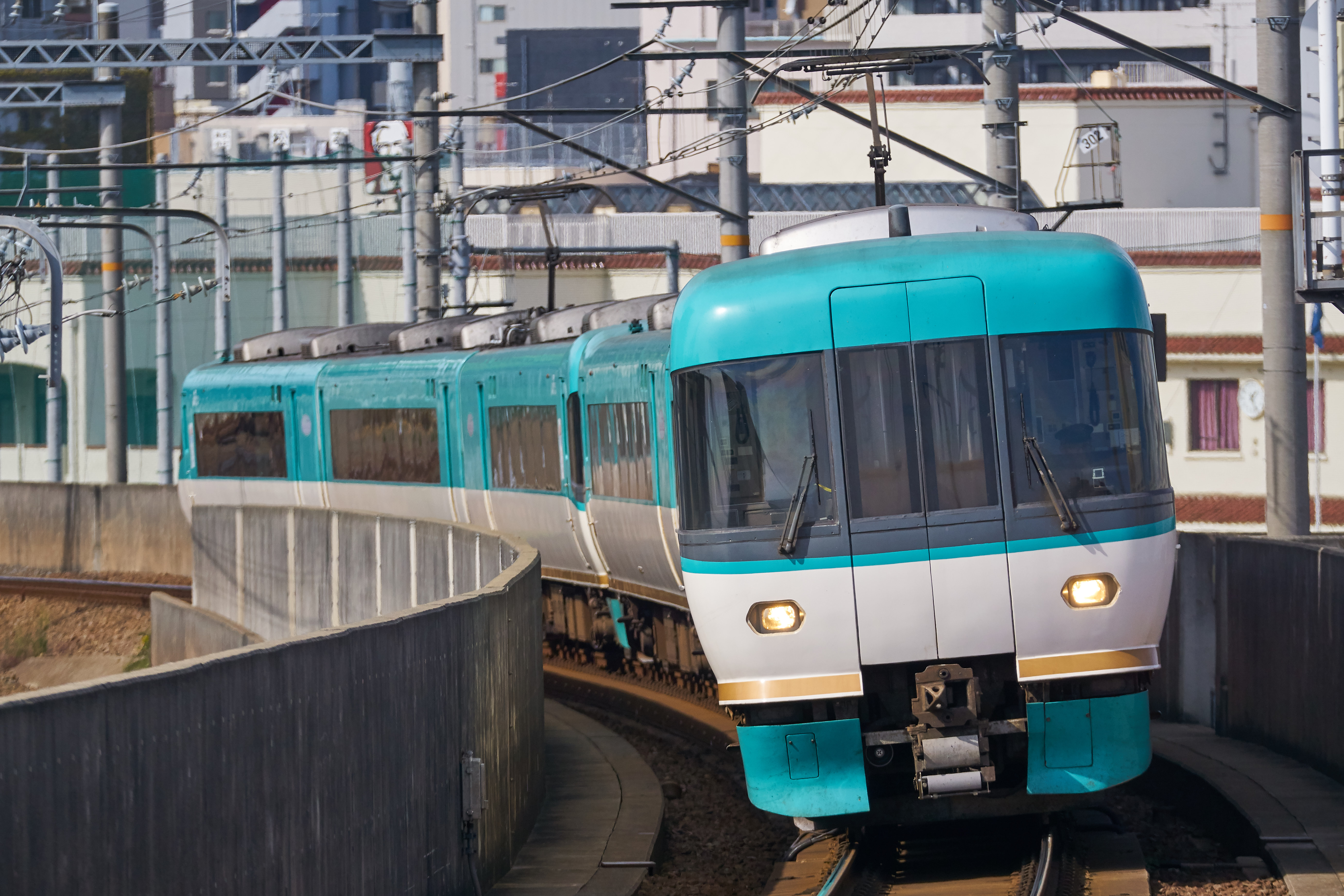
283系
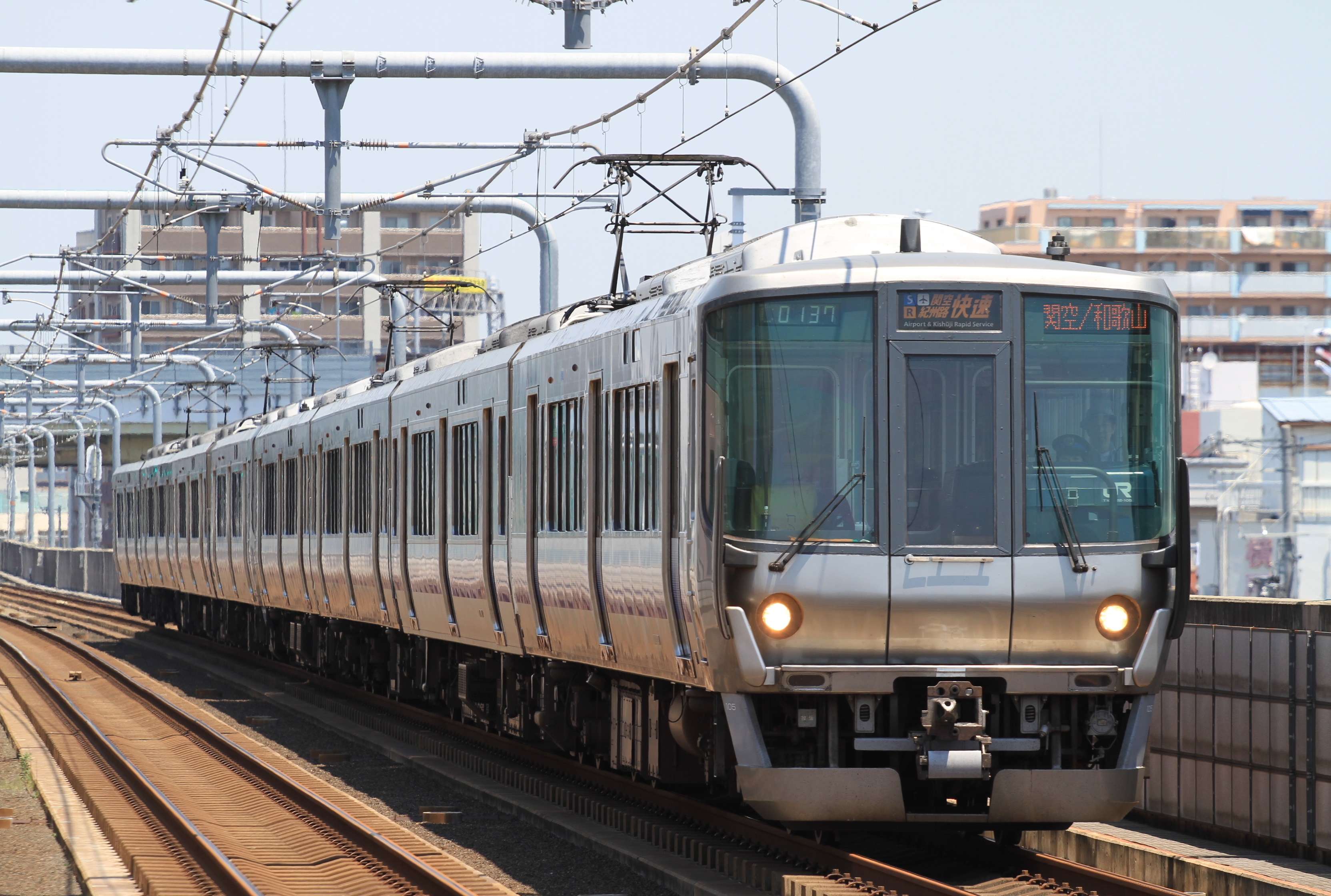
223系0番台
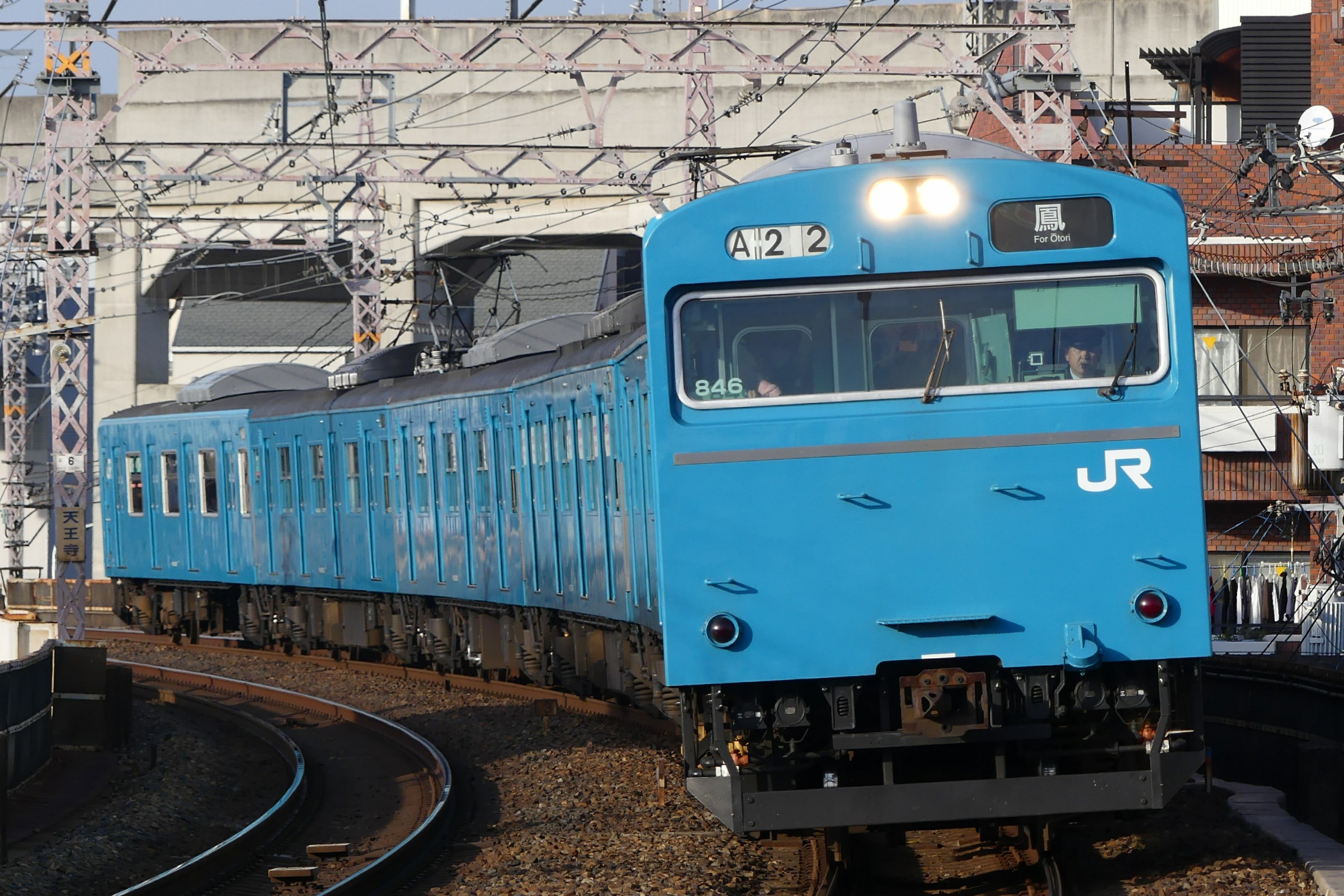
103系
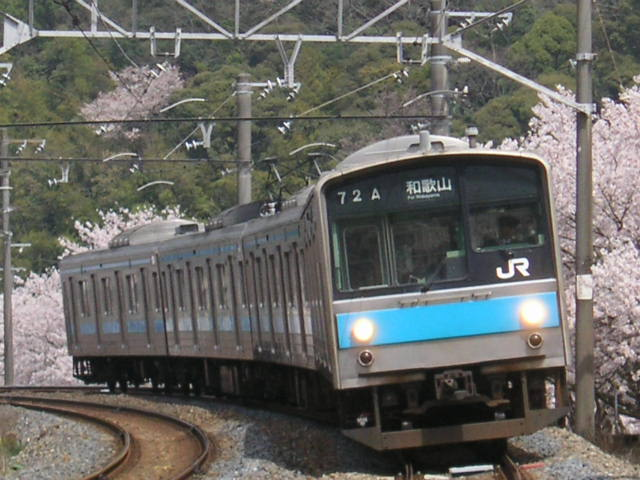
205系1000番台
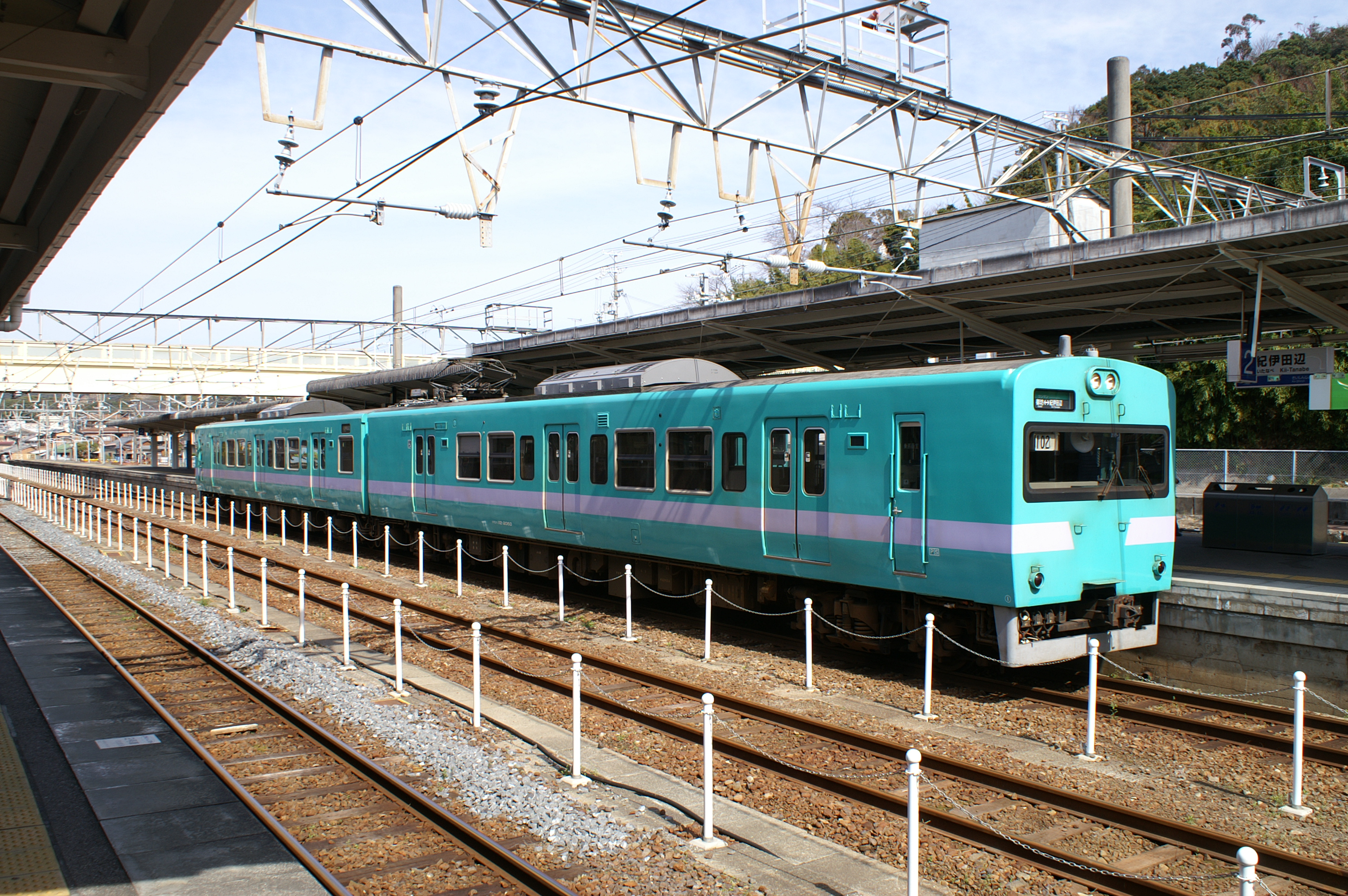
113系（ワンマン対応車）

#### 新在家派出所
- 117系電車（20両）
  - 4両編成5本が配置されている。和歌山線ではワンマン運転を行う。同線での運用のほか、紀勢本線（和歌山駅 - 紀伊田辺駅間）でも運用される。過去には阪和線（日根野駅 - 和歌山駅間）での定期列車の他、団体列車としては新宮駅まで運用された実績もある。
  - 2000年3月から2002年3月まで日根野区に配置された後、新和歌山車両センターに転出。2008年7月1日の組織変更で日根野区配置に戻った。
- 105系電車（48両）
  - ワンマン運転対応の2両編成24本（うち19本が103系からの改造編成）が配置され、和歌山線・桜井線（万葉まほろば線）と紀勢本線の和歌山駅 - 和歌山市駅間と紀伊田辺駅 - 新宮駅間で運用されている。なお、前者と後者で運用は分かれている。リニューアル車両（オーシャングリーン塗装）は後者の専属である。前者の車両に関しても単一塗装化（青緑色）が進んでいる。
  - 2008年7月1日の組織変更で日根野区配置となった。
  - 2009年11月より、2010年の平城遷都1300年記念事業実施に合わせ、奈良万葉ラッピング列車も運行されている。

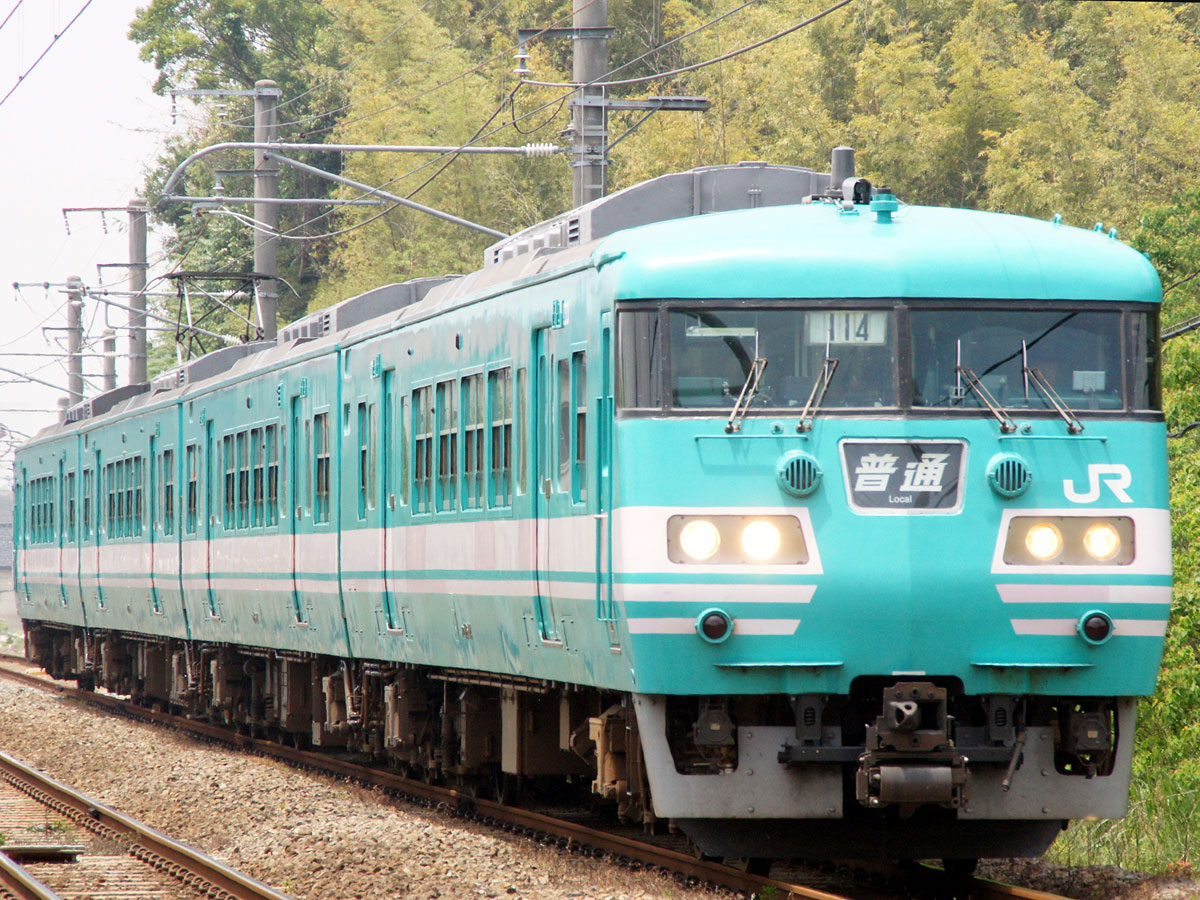
117系
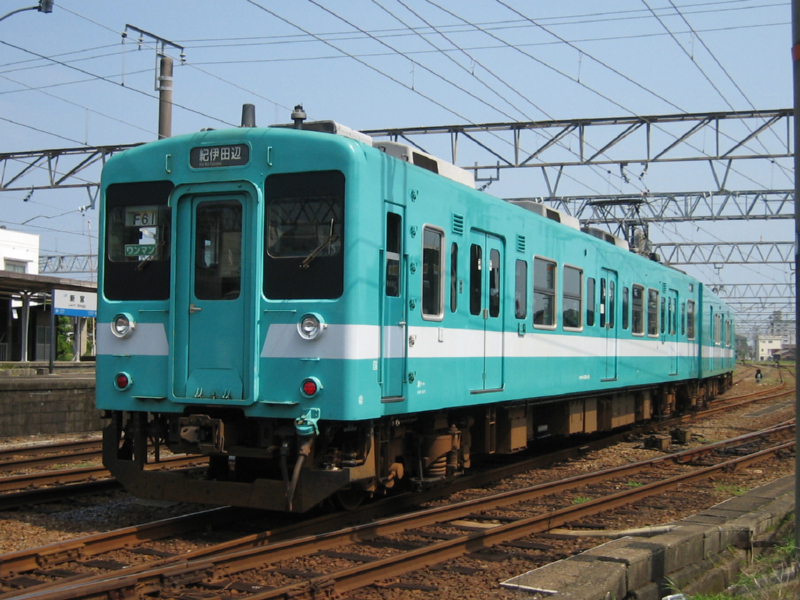
105系（3ドア車）
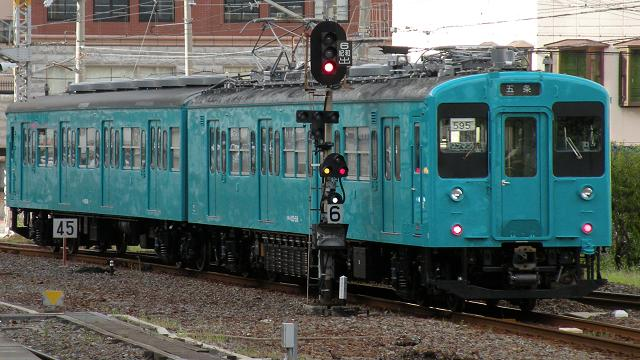
105系（4ドア車・地域色）

### 過去の配置車両
- 485系電車
  - 1985年3月国鉄ダイヤ改正で特急「くろしお」に投入された、簡易貫通扉のクハ480を含む4両編成11本の44両。1986年11月までに福知山電車区と南福岡電車区に転出した。
- 165系電車
  - 1986年11月ダイヤ改正より紀勢本線で運転されていた普通客車列車の電車化のため使用開始。車両は松本運転所から転入した。2002年3月のダイヤ改正で定期運用を離脱し、廃車となった。
- 101系電車
  - 関西本線の普通列車用として6両編成14本の84両が鳳電車区から転入した。1982年に奈良駅構内の事故で2両が、同年8月に王寺駅構内の冠水により合計60両が廃車となった。その後、首都圏から54両、淀川電車区から6両の代替車を投入して運用が継続されたが、車両の老朽化に伴い103系に置き換えられて1984年度までに全車が廃車となった。冷房車が配置されたことはなかった。
- 123系電車[7]
  - 鳳駅 - 東羽衣駅間で、103系に連結して運用されていた。
- クモヤ90形[7]

## 運転士乗務線区
- 阪和線：全線
- 関西空港線：全線

## 歴史
昭和40年代に、利用者の増加や通勤圏の拡大に加え、紀勢本線の電化や大阪湾泉州沖への関西新空港建設などが予定され、当地域では阪和電鉄開業時に開設された鳳電車区に代わる留置車両の増加や設備の近代化などに対応できる新しい車両基地が求められていた。その要望に応えるべく、1970年10月に鳳電車区日根野派出所として開設された。紀勢本線の電化が行われた1978年、鳳電車区から日根野電車区として独立すると同時に、鳳電車区の全車両の所属が当区に変更となった。なお、当区発足後の鳳電車区は乗務員区所として残っていたが、1997年に当区に統合され、日根野電車区鳳派出所とされた。
1985年3月のダイヤ改正までは関西本線で運用される電車も受け持っていた。これは1973年の関西本線奈良駅 - 湊町駅（現在のJR難波駅）間電化の際、鳳電車区に関西本線用の101系および113系電車が配置されていたのを、奈良電車区開設時まで引き継いだためである。

### 年表
- 1967年（昭和42年）10月：第1期工事開始。
- 1970年（昭和45年）10月1日：鳳電車区日根野派出所として開設。
- 1971年（昭和46年）：第2期工事開始。
- 1974年（昭和49年）7月1日：鳳電車区日根野支区になる。
- 1975年（昭和50年）10月：第3期工事開始。
- 1978年（昭和53年）10月1日：鳳電車区の車両・検修部門が日根野電車区になり、鳳電車区は車両無配置の乗務員区所になる。
- 1985年（昭和60年）3月14日：奈良電車区開設に伴い、関西本線の電車が転出。
- 1987年（昭和62年）4月1日：国鉄分割民営化で西日本旅客鉄道の施設になる。
- 1997年（平成9年）3月8日：鳳電車区が日根野電車区に統合され、鳳派出所になる[9]。
- 2001年（平成13年）3月3日：森ノ宮電車区天王寺派出所が日根野電車区の所属になる[10]。
- 2008年（平成20年）8月1日：和歌山列車区新和歌山車両センターが大阪支社に移管され、日根野電車区新在家派出所になる[11]。
- 2010年（平成22年）12月1日：組織改正により、検修部門が近畿統括本部に、乗務員部門は同本部大阪支社の管轄に変更[2]。
- 2012年（平成24年）6月1日：組織改正により検修部門が分離され、検修部門は吹田総合車両所日根野支所に、乗務員が所属していた鳳派出所は鳳電車区に分離され、日根野電車区が廃止[1]。